# Amazilia versicolor
Amazilia versicolor е вид птица от семейство Колиброви (Trochilidae).

## Разпространение
Видът е разпространен в Аржентина, Боливия, Бразилия, Венецуела, Колумбия, Парагвай и Перу.